# Tiger (Software)
Tiger ist eine Sammlung verschiedenster Shellskripts und C-Programme, mit denen Unix-Systeme auf spezielle Sicherheitsprobleme überprüft werden können. Dabei können die Tools als Audit-Werkzeug oder aber auch als Intrusion-Detection-System eingesetzt werden.

## Geschichte
Ursprünglich wurde Tiger an der Texas A&M Universität (TAMU) entwickelt. Dort wurde die Software verwendet, um Unix-Rechner, auf die von außerhalb zugegriffen werden sollte, auf Sicherheit zu prüfen. Jedes dieser Systeme musste die Prüfung bestehen.
- 1994 stellt die TAMU die Weiterentwicklung ein
- Tiger wurde in 3 unterschiedlichen Versionen weiterentwickelt
  - Bryan Gartner (Hewlett-Packard)
  - unter dem Namen TARA von der Advanced Research Corporation
  - vom Debian-Projekt
- Im Juni 2002 wurden diese drei Varianten auf Anstoß von Bryan Gartner und unter der Leitung des Debian-Entwicklers Javier Fernandez-Sanguino wieder zusammengeführt.
- Seitdem wird Tiger unter der GNU GPL veröffentlicht